# Truro (Massachusetts)
Truro és una població dels Estats Units a l'estat de Massachusetts. Segons el cens del 2000 tenia 2.087 habitants.

## Demografia
Segons el cens del 2000, Truro tenia 2.087 habitants, 907 habitatges, i 515 famílies. La densitat de població era de 38,3 habitants/km².
Dels 907 habitatges en un 21,2% hi vivien nens de menys de 18 anys, en un 46,3% hi vivien parelles casades, en un 7,9% dones solteres, i en un 43,2% no eren unitats familiars. En el 32% dels habitatges hi vivien persones soles el 12,5% de les quals corresponia a persones de 65 anys o més que vivien soles. El nombre mitjà de persones vivint en cada habitatge era de 2,18 i el nombre mitjà de persones que vivien en cada família era de 2,76.
Per edats la població es repartia de la següent manera: un 17,4% tenia menys de 18 anys, un 4,1% entre 18 i 24, un 27,2% entre 25 i 44, un 34,4% de 45 a 60 i un 17% 65 anys o més.
L'edat mediana era de 46 anys. Per cada 100 dones de 18 o més anys hi havia 84,7 homes.
La renda mediana per habitatge era de 42.981 $ i la renda mediana per família de 51.389$. Els homes tenien una renda mediana de 37.208 $ mentre que les dones 30.435$. La renda per capita de la població era de 22.608$. Entorn del 4,8% de les famílies i l'11,2% de la població estaven per davall del llindar de pobresa.